# Diasemopsis obscura
Diasemopsis obscura är en tvåvingeart som först beskrevs av John Obadiah Westwood 1837.  Diasemopsis obscura ingår i släktet Diasemopsis och familjen Diopsidae.
Artens utbredningsområde är Sierra Leone. Inga underarter finns listade i Catalogue of Life.